# Dmitri Jarosjenko
Dmitri Vladimirovitsj Jarosjenko (Russisch: Дмитрий Владимирович Ярошенко) (Makarov, 4 november 1976) is een Russische biatleet.
Hij behaalde op de wereldkampioenschappen van 2007 goud met de Russische estafetteploeg.
Hij behaalde zijn eerste wereldbekeroverwinning in het seizoen 2007/2008 bij de sprint in Hochfilzen.
In zijn carrière behaalde hij tot nu toe ook vier keer een tweede plaats bij een wereldbekerwedstrijd.
Jarosjenko maakte zijn debuut in de wereldbeker reeds in het seizoen 1998/1999, maar werd daarna lange tijd gepasseerd voor het Russische A-team. Pas in het seizoen 2002/2003 kwam hij opnieuw aan de start bij wedstrijden op het hoogste niveau.
In het seizoen 2005/2006 won hij de Europacup.
Tijdens een persconferentie op 13 februari 2008 maakte de IBU bekend dat Jarosjenko tijdens wereldbekerwedstrijden in Östersund betrapt werd op doping. De IBU zal later, samen met de strafmaat, bekendmaken om welk product het gaat.

## Belangrijkste resultaten

### Wereldkampioenschappen
| Jaar | Plaats    | Resultaten |
| ---- | --------- | --- |
| 2007 | Antholz   | 27ste 10 km sprint · 8ste 12,5 km achtervolging · 4x7,5 km estafette · 9de gemengde estafette                                           |
| 2009 | Östersund | 10de 10 km sprint · 4de 12,5 km achtervolging · 11de 20 km individueel · 6de 15 km massastart · 4x7,5 km estafette · gemengde estafette |

### Wereldbeker
Eindklasseringen
| Seizoen   | Algemeen | Individueel | Sprint | Achtervolging | Massastart |
| --------- | -------- | ----------- | ------ | ------------- | ---------- |
| 2004/2005 | 82e      |             |        |               |            |
| 2005/2006 | 60e      |             |        |               |            |
| 2006/2007 | 5e       |             |        |               |            |
| 2007/2008 | 2e       |             |        |               |            |